# 굿파스처 증후군

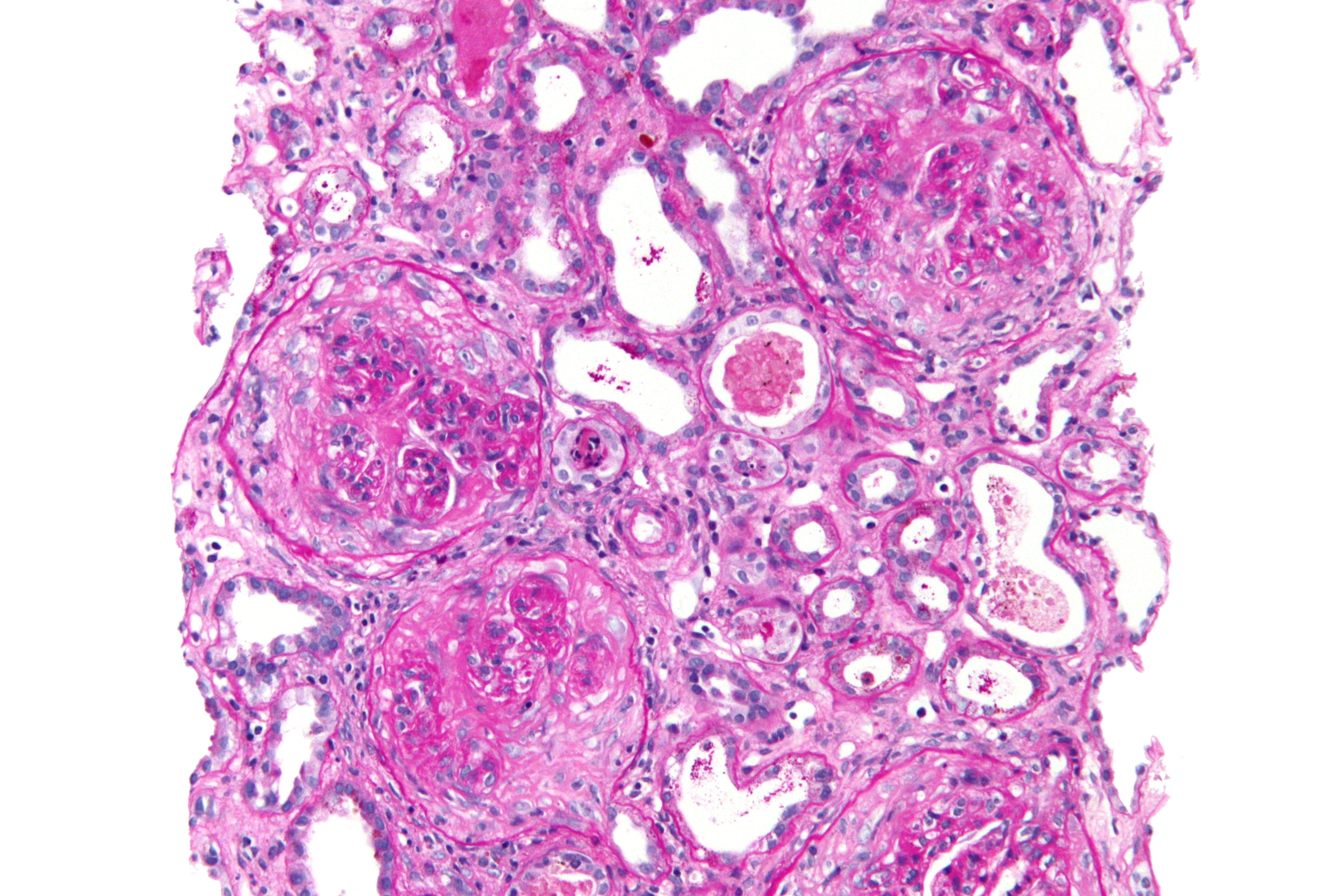

굿파스처 증후군(Goodpasture syndrome, GPS)은 희귀한 자가 면역 질환으로, 항체가 폐와 장기의 기저막을 공격하여 사구체콩팥염, 신부전을 일으킨다. 타입 IV 콜라겐의 알파-3 서브유닛을 공격하는 것으로 간주되며 그러므로 굿파스처의 항원으로 부른다.
이 질환을 1919년 처음 기술한 밴더빌트 대학교의 에른스트 굿파스처에 의해 이 질환의 이름이 정해졌다.